# بيت لهيا
بيت لهيا هي إحدى القرى اللبنانية من قرى قضاء راشيا في محافظة البقاع.